# Livros das fadas de Lang
Livros das fadas de Lang (também conhecido como Livros coloridos das fadas de Lang ) é uma coleção de doze livros de contos de fadas, publicados entre 1889 e 1910. Cada volume é diferenciado por uma cor específica. São apresentados em seu total 437 contos de diversos países e culturas.
Andrew Lang (1844–1912) foi um poeta, novelista, e critico literário escocês. Apesar de não coletar as histórias diretamente das fontes primárias orais apenas ele e Madame d'Aulnoy reuniram uma variedade tão grande de fontes. Suas coletâneas foram imensamente influentes. Lang foi em muitos casos o primeiro tradutor de muitos contos para a língua inglesa. Como reconheceu nos prefácios, embora fizesse a maioria das seleções, sua esposa e outros tradutores fizeram uma grande parte das traduções e releituras das histórias.
De acordo com  Anita Silvey, "A ironia da vida de Lang é que apesar de ser um escritor profissional — crítico literário, poeta e romancista, além de escrever artigos de antropologia, mitologia, história e guias de viagem... seu trabalho mais conhecido não foi escrito por ele."
A maioria dos livros foi ilustrada por Henry J. Ford. Lancelot Speed e G. P. Jacomb-Hood também contribuíram com algumas ilustrações.

## Origem e Influência

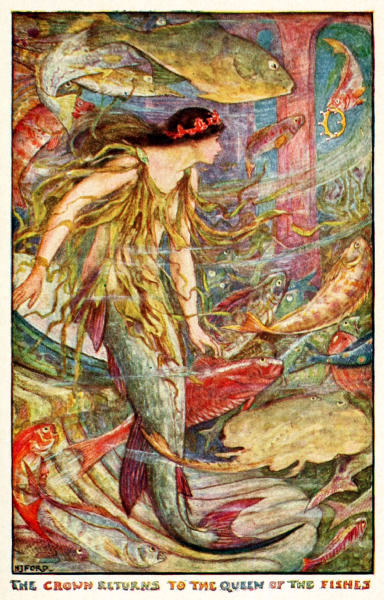
"O retorno da coroa para a rainha dos peixes" Ilustração de H. J. Ford para o Livro laranja das fadas.

O desejo de Lang de recolher e publicar contos de fadas surgiu da sua experiência com o folclore da sua própria região da fronteira de anglo-escocesa. Na época em que trabalhou, coleções de contos de fadas ingleses eram raras: O Fairy Book de Dinah Maria Mulock Craik (1869) foi um precedente solitário. Quando Lang começou seus esforços, ele lutava contra os críticos educacionais que julgavam dos contos populares irreais, brutais, escapistas e prejudiciais para os jovens leitores. Ao longo de uma geração, os livros de Lang causaram uma revolução na opinião pública.
A série foi imensamente popular, ajudado pela reputação de Lang em folclore e pela padronização uniforme da embalagem dos livros. A série provou ser de grande influência na literatura infantil, aumentando a popularidade dos contos de fadas. Ele inspirou imitadores como English Fairy Tales (1890) e More English Fairy Tales (1894) de Joseph Jacobs. Outros seguidores incluíam American The Oak-Tree Fairy Book (1905), The Elm-Tree Fairy Book (1909) e The Fir-Tree Fairy Book (1912), série editada por Johnson Clifton e as coleções de Kate Douglas Wiggin e Nora Archibald Smith.

## Livros

### O Livro Azul das Fadas(1889)
A primeira edição teve 5000 cópias, que foram vendidos por 6 xelins cada. O livro era composto de uma série de contos, sete dos irmãos Grimm, cinco de Madame d'Aulnoy, três das Mil e Uma Noites, quatro dos contos de fadas noruegueses, entre outra fontes. O Livro Azul dos Contos de Fadas foi o primeiro de uma série de volumes e contem alguns dos contos mais conhecidos.
 Media related to Blue Fairy Book at Wikimedia Commons

### O Livro Vermelho das Fadas(1890)
Foi lançado no natal de 1890 e teve uma tiragem inicial de 10,000 cópias.  Incluía contos franceses, russos, dinamarqueses e romenos além de lendas da mitologia nórdica.

### O Livro Verde das Fadas(1892)

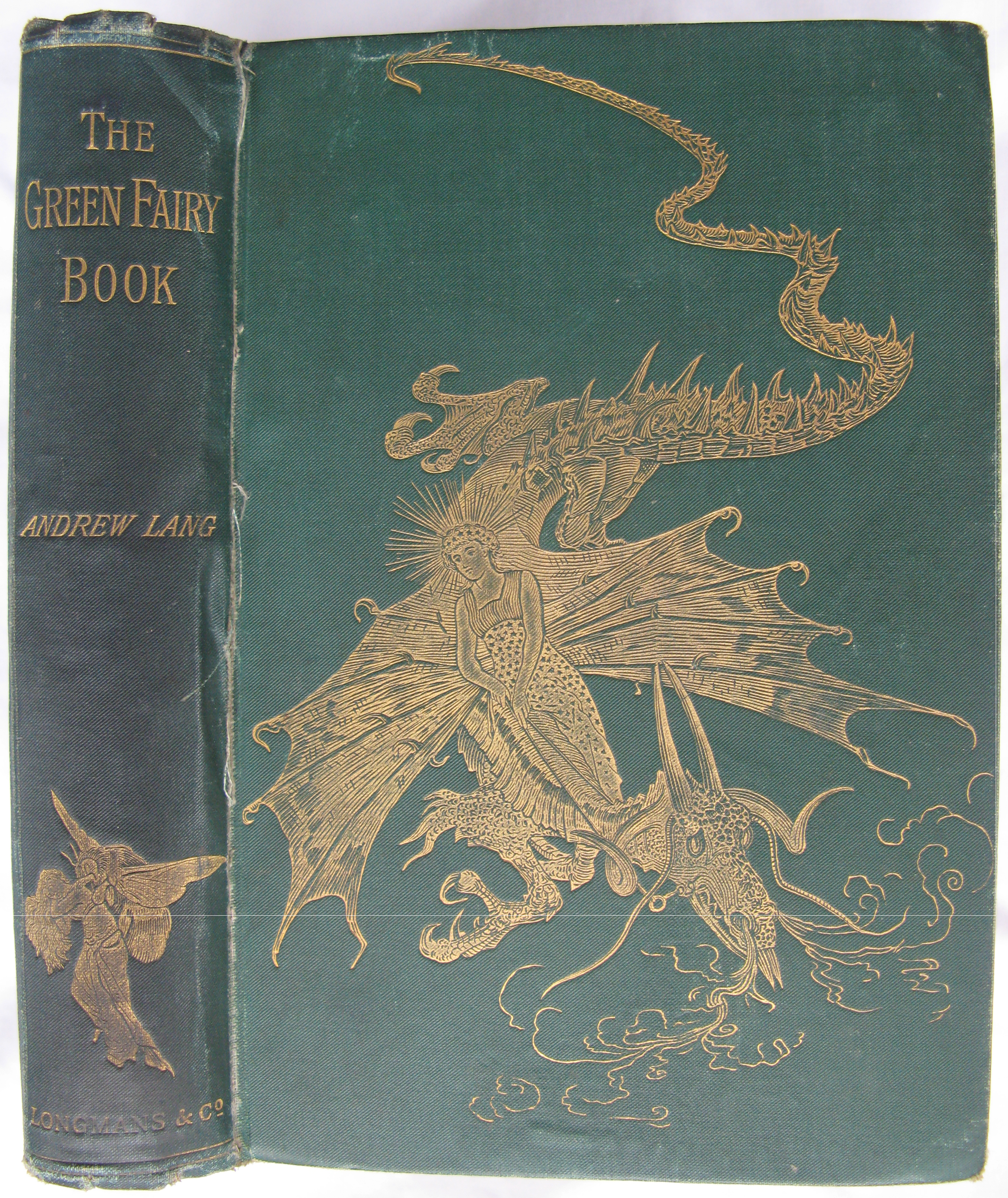
Primeira Edição, 1892

No prefácio do volume, Lang afirma que este pode ser provavelmente o último da coleção. A popularidade da obra demandou, no entanto, a continuação da coleção.Este livro, o terceiro da série, é composto de história da tradição espanhola ou chinesa.

### O Livro Amarelo das Fadas(1894)
A tiragem inicial foi de 15,000 copias. O livro é uma coleção de contos do mundo inteiro.

### O Livro Rosa das Fadas(1897)
Quarenta e um contos japoneses, escandinavos e sicilianos.

### O Livro Cinza das Fadas(1900)
Trinta e cinco histórias, muitas da tradição oral e outros de coleções francesas, alemães e italianas.

### O Livro Violeta das Fadas(1901)
Romênia, Japão, Sérvia, Lituânia, Africa, Portugal e Rússia estão entre as fontes destas 35 histórias sobre florestas encantadas, baús de moedas de ouro, um cachorro mágico e um homem que engana um dragão.

### O Livro Carmesim das Fadas(1903)
36 histórias originais da Hungria, Rússia, Finlândia, Islândia, Tunísia e Países Bálticos.

### O Livro Marrom das Fadas(1904)
Contem histórias dos nativos americanos e australianos, do povo san e da Pérsia, Lapónia, Brasil e Índia.
 Media related to Brown Fairy Book at Wikimedia Commons

### O Livro Laranja das Fadas(1906)

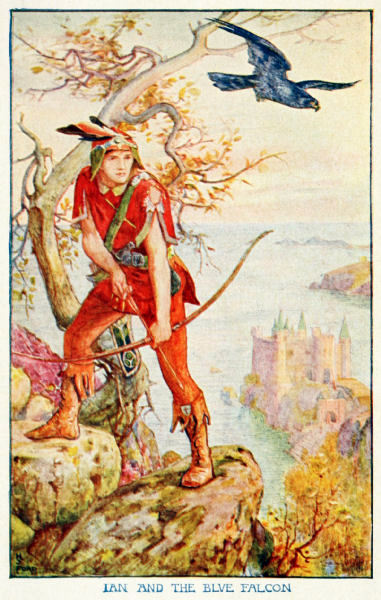
Ian e o Falcão Azul de H. J. Ford para o Livro Laranja das Fadas.

Inclui 33 contos da Jutlândia, Rodésia, Uganda e de várias outras tradições européias.

### O Livro Oliva das Fadas(1907)
Inclui histórias inusitadas da Turquia, Índia, Dinamarca, Armênia e Sudão.

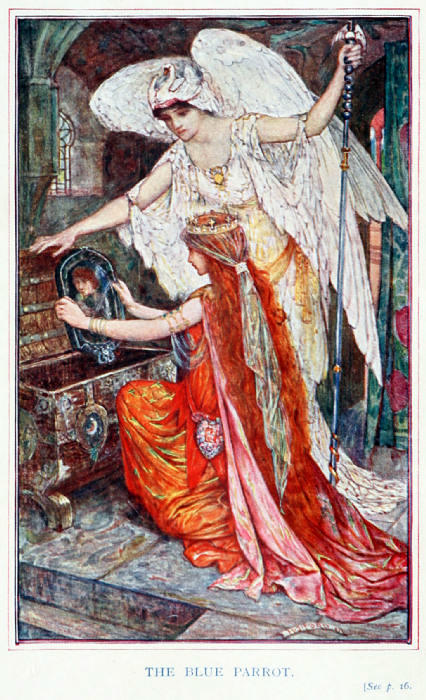
O Papagaio Azul de H. J. Ford para o Livro Oliva das Fadas

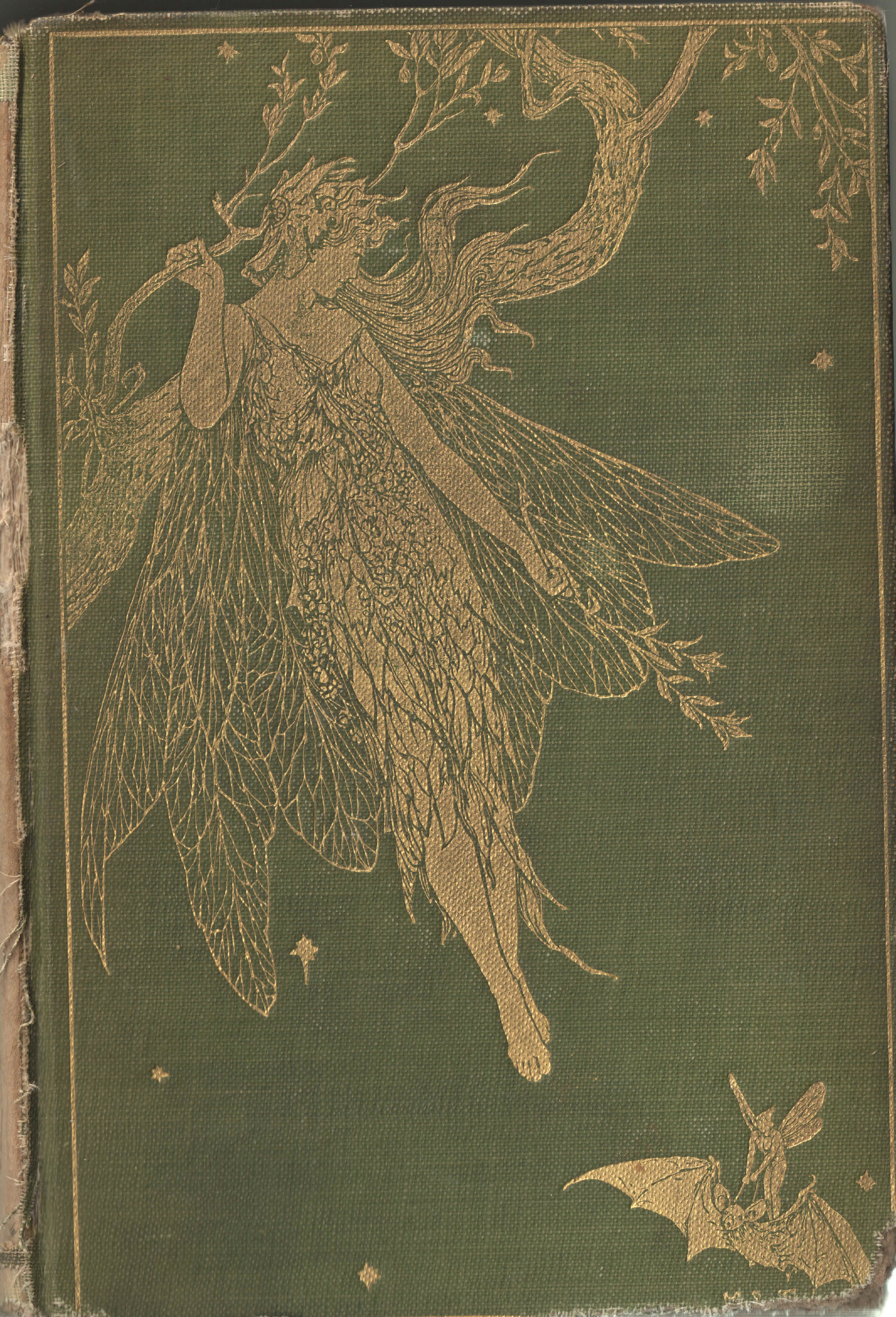
Primeira Edição, 1907

### O Livros Lilás das Fadas(1910)
O Livro Lilás da Fadas contém histórias de Portugal, Irlanda e Gales.